# Sun Zhou
Pour les articles homonymes, voir Zhou.
Sun Zhou (孙周), né à Laizhou (province de Shandong, Chine) le 1er août 1954, est un réalisateur, scénariste, producteur et acteur chinois.

## Filmographie partielle

### Comme réalisateur
- 1992 : Xin xiang
- 2000 : Plus fort que le silence (Piao liang ma ma)
- 2002 : Zhou Yu de huo che
- 2012 : Wo Yuan Yi
- 2015 : Impossible (Bu Ke Si Yi)

### Comme acteur
- 1999 : L'Empereur et l'Assassin : Dan, le prince de Yan
- 2005: The myth: Mr. Koo